# جانيت موسيفيني
جانيت موسيفيني (بالإنجليزية: Janet Museveni)‏ (و. 1948 – م) هي من أوغندا .